# باول موني (صحفي)
باول موني (بالإنجليزية: Paul Mooney)‏ هو صحفي أمريكي، ولد في 1904 في واشنطن العاصمة في الولايات المتحدة، وتوفي في 1939 في الولايات المتحدة.